# Mistouk (roman)
 (novembre 2013).
Pour les articles homonymes, voir Mistouk.
Mistouk est un roman de Gérard Bouchard paru en 2002.

## Résumé
Le roman raconte le récit des premiers colons au Saguenay, originaires de Charlevoix à travers l'histoire, mêlant vérité et légendes, des Tremblay de Mistouk, et surtout celle de Méo, le géant.